# Karl-Joachim Blume
Karl-Joachim Blume (* 19. März 1946 in Schönebeck (Elbe)) ist ein deutscher Landwirt und ehemaliger Politiker der DDR-Blockpartei DBD. Er war Abgeordneter der Volkskammer der DDR.

## Leben
Der Sohn eines Landwirts erlernte nach dem Besuch der Oberschule mit Abitur den Beruf des Agrotechnikers. Von 1965 bis 1970 studierte er an der Martin-Luther-Universität Halle-Wittenberg mit dem Abschluss als Diplom-Landwirt. Er wurde 1968 Mitglied der DBD. Von 1970 bis 1972 arbeitete er als Agronom im VEG Tierzucht Barby und von 1972 bis 1978 als Produktionsleiter der Kooperativen Abteilung Pflanzenproduktion (KAP) Barby. Ab 1978 war er Produktionsleiter der LPG (Pflanzenproduktion) Barby. 1977/78 studierte er an der Hochschule für Landwirtschaft in Bernburg mit dem Abschluss als Fachingenieur. Von 1982 bis 1990 war er Mitglied des Parteivorstandes der DBD. Von 1986 bis 1990 war er als Mitglied der DBD-Fraktion Abgeordneter der Volkskammer und Mitglied des Ausschusses für Industrie, Bauwesen und Verkehr. Im Februar 1990 trat er die Nachfolge des verstorbenen Heinz Liste als Vorsitzender der LPG (P) Barby und als Vorsitzender des DBD-Kreisvorstandes Schönebeck an. Bei den Kommunalwahlen am 6. Mai 1990 wurde er als Abgeordneter der DBD in den Kreistag Schönebeck gewählt.

## Auszeichnungen in der DDR
- Verdienstmedaille der DDR
- Medaille für hervorragende Leistungen in landwirtschaftlichen Produktionsgenossenschaften der Deutschen Demokratischen Republik